# Héctor Gallego
Jesús Héctor Gallego Herrera (falecido em junho de 1971) foi um padre católico romano colombiano que foi sequestrado e morto no Panamá após sua oposição ao governante militar panamenho Omar Torrijos.

## Vida

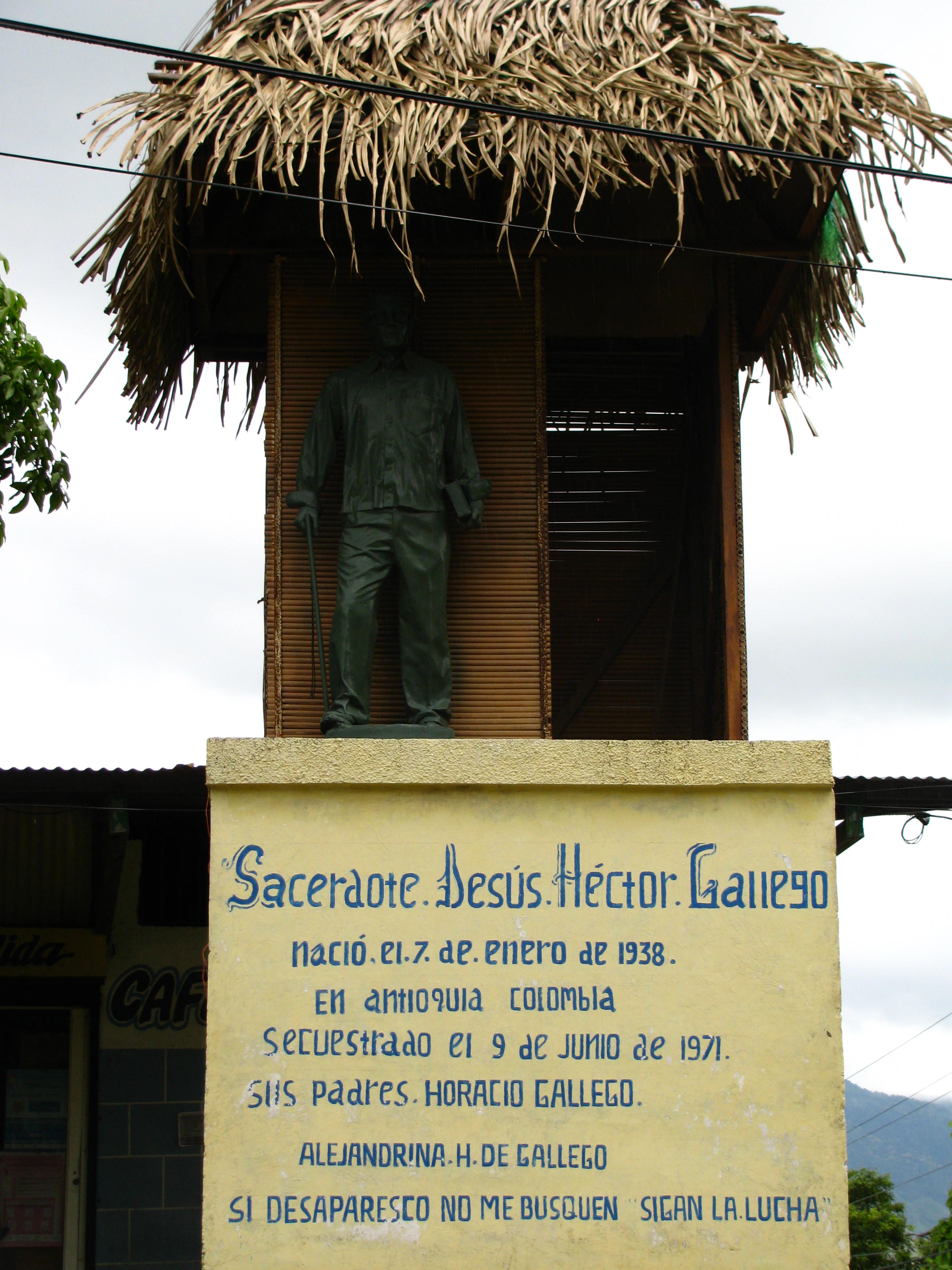
Estátua do Padre Hectór Gallego em Santa Fé.

Gallego organizou cooperativas camponesas no distrito de Santa Fé, na província de Veraguas, no Panamá, onde seu trabalho irritou tanto os latifundiários quanto os funcionários da Guarda Nacional no poder. Ele desapareceu de Santa Fé em 9 de junho de 1971.

## Investigação e condenações
Em 20 de novembro de 1993, três soldados foram condenados por seu sequestro e assassinato. Eugenio Nelson Magallon, um dos três condenados, foi  sentenciado à revelia, pois estava foragido desde a invasão do Panamá pelos Estados Unidos em 1989. O julgamento levou a um debate nacional no Panamá sobre a reputação de Torrijos, que era popularmente visto por alguns como um ditador benevolente.
Em dezembro de 2000, restos mortais foram descobertos em uma base da Guarda Nacional panamenha, que foram incorretamente considerados como sendo de Gallego. A Presidente Mireya Moscoso nomeou uma Comissão da Verdade para investigar o local e outras bases. Em 2002, a comissão concluiu que Gallego tinha sido desaparecido à força, mas que os restos mortais não eram dele.